# British Civil Air Ensign
Le British Civil Air Ensign est le drapeau utilisé dans les établissements de l'aviation civile au Royaume-Uni et affiché sur les aéronefs civils immatriculés au Royaume-Uni. Il devrait normalement être arboré dans les installations aériennes civiles en tant que drapeau national à la place du drapeau de l'Union.
Le fond du drapeau est bleu clair et comporte une croix de Saint-Georges bleu foncé qui est fibrée de blanc. Le drapeau de l'Union est dans le coin gauche.

## Histoire
Le Civil Air Ensign a été institué par un décret du 11 août 1931. L'ordonnance stipulait que "Une enseigne appelée Civil Air Ensign est la couleur nationale appropriée à arborer par les aéronefs et les entreprises de transport aérien et dans les aérodromes." Le premier Civil Air Ensign à voler à Londres a été hissé par Mme Victor Bruce, la célèbre aviatrice britannique.
L'ordonnance de 1931 a été révoquée par l'ordonnance sur les enseignes aériennes civiles du 18 mars 1937, autorisant en outre l'utilisation du drapeau sur les bâtiments utilisés par le ministère de l'aviation civile ou les entreprises de transport aérien, sur les véhicules utilisés personnellement par le ministre et par toute personne bénéficiant de conditions spéciales sur autorisation du ministre.
Le prototype avait été confectionné en soie et a été conservé tout au long de la Seconde Guerre mondiale par le Département de l'aviation civile dans une série d'endroits à Londres. En octobre 1948, il a été remis à la bibliothèque du ministère de l'Aviation civile pour conservation et exposition. Les taches visibles sur la soie bleu clair auraient été causées par l'eau des tuyaux des pompiers utilisés pour éteindre un incendie dans le toit de la place du Parlement, causé par une bombe incendiaire allemande, alors que le CAD y était hébergé.
En 1957, un groupe de travail du ministère examinant l'Air Navigation Order a conclu qu'il était anormal de réglementer l'utilisation du Civil Air Ensign alors qu'aucune réglementation spéciale n'était nécessaire pour contrôler l'utilisation de son équivalent maritime, le Red Ensign. Toute mention du Civil Air Ensign a donc été omise de l'Air Navigation Order de 1960.
Le Civil Air Ensign est également à la base de plusieurs versions utilisées par d'autres pays.

## LeCivil Air Ensigndans d'autres pays

### Actuels

Australie
Fidji
Ghana
Guyana
Luxembourg
Nouvelle-Zélande
Pakistan
Zambie

### Anciennes versions

Union d'Afrique du Sud (années 1930)
Australie (1935-1948)
Canada (1922-1923)
Ghana (1964-1966)
Grèce (1973-1978)
Union des républiques socialistes soviétiques (1961-1991)
Zambie (1965-1996)

## Galerie

Version différente du Civil Air Ensign, couleur "sky blue"
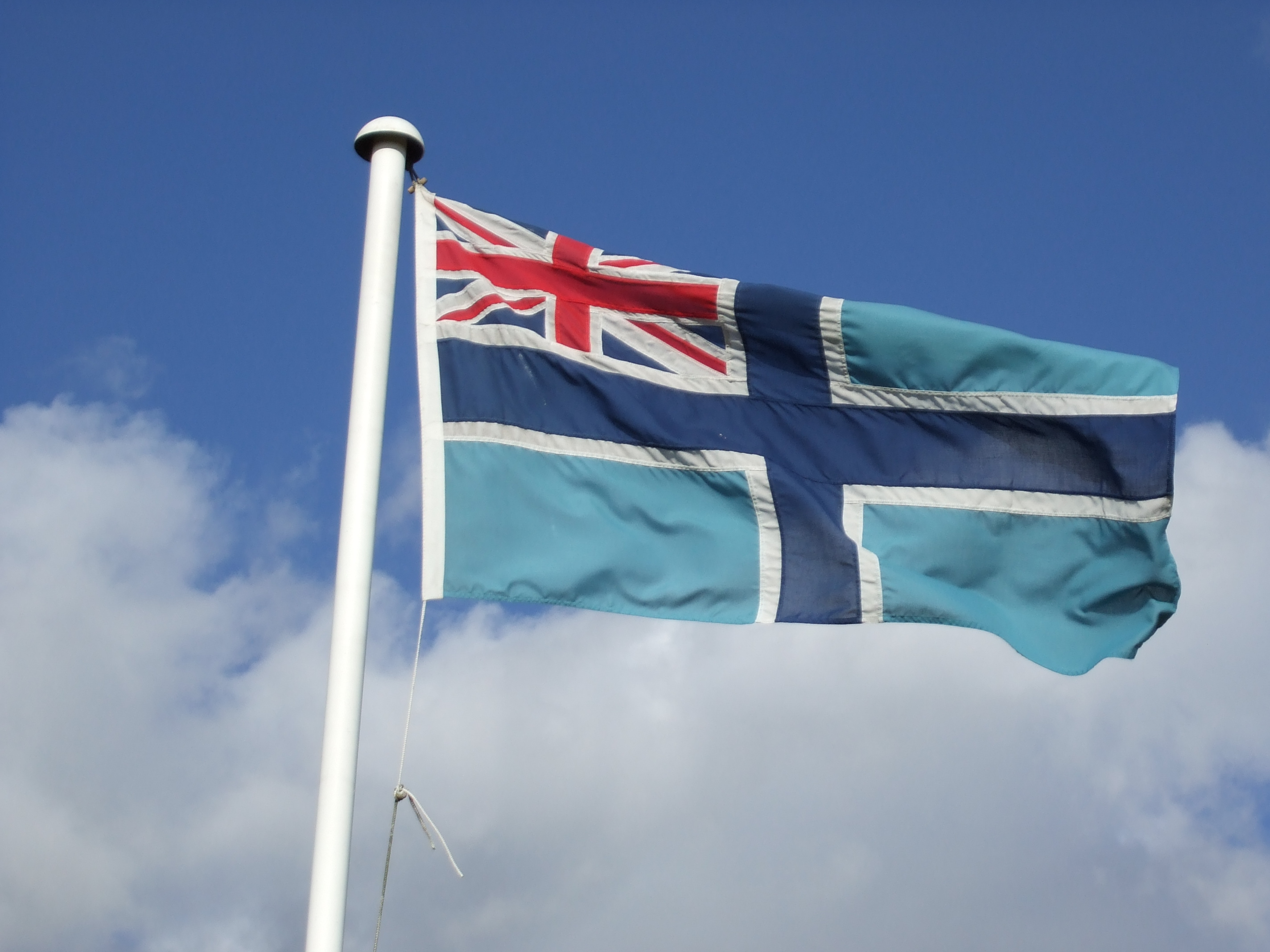
Le Civil Air Ensign à Hunsdon Park
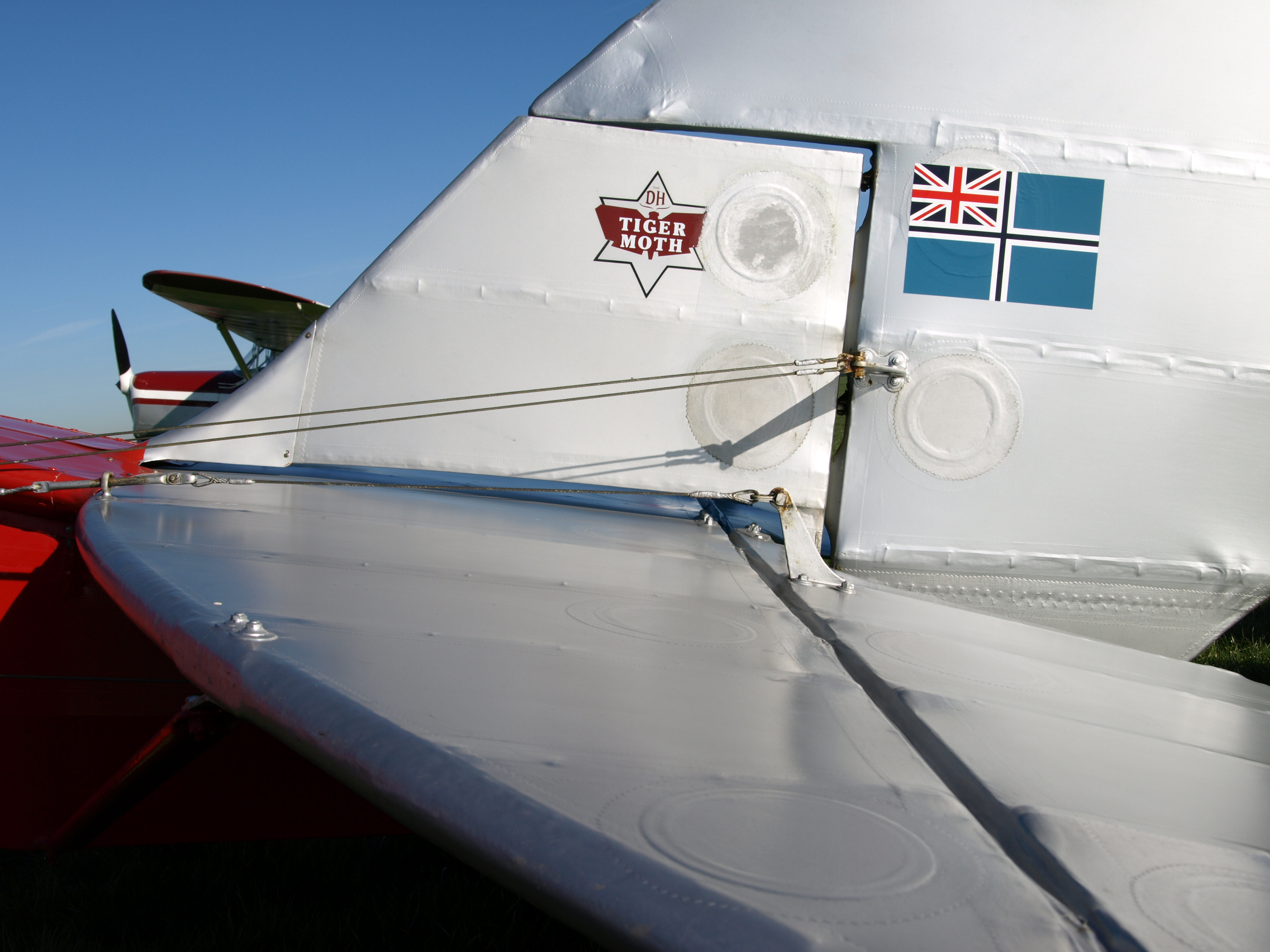
Le Civil Air Ensign sur l'empennage arrière d'un de Havilland Tiger Moth
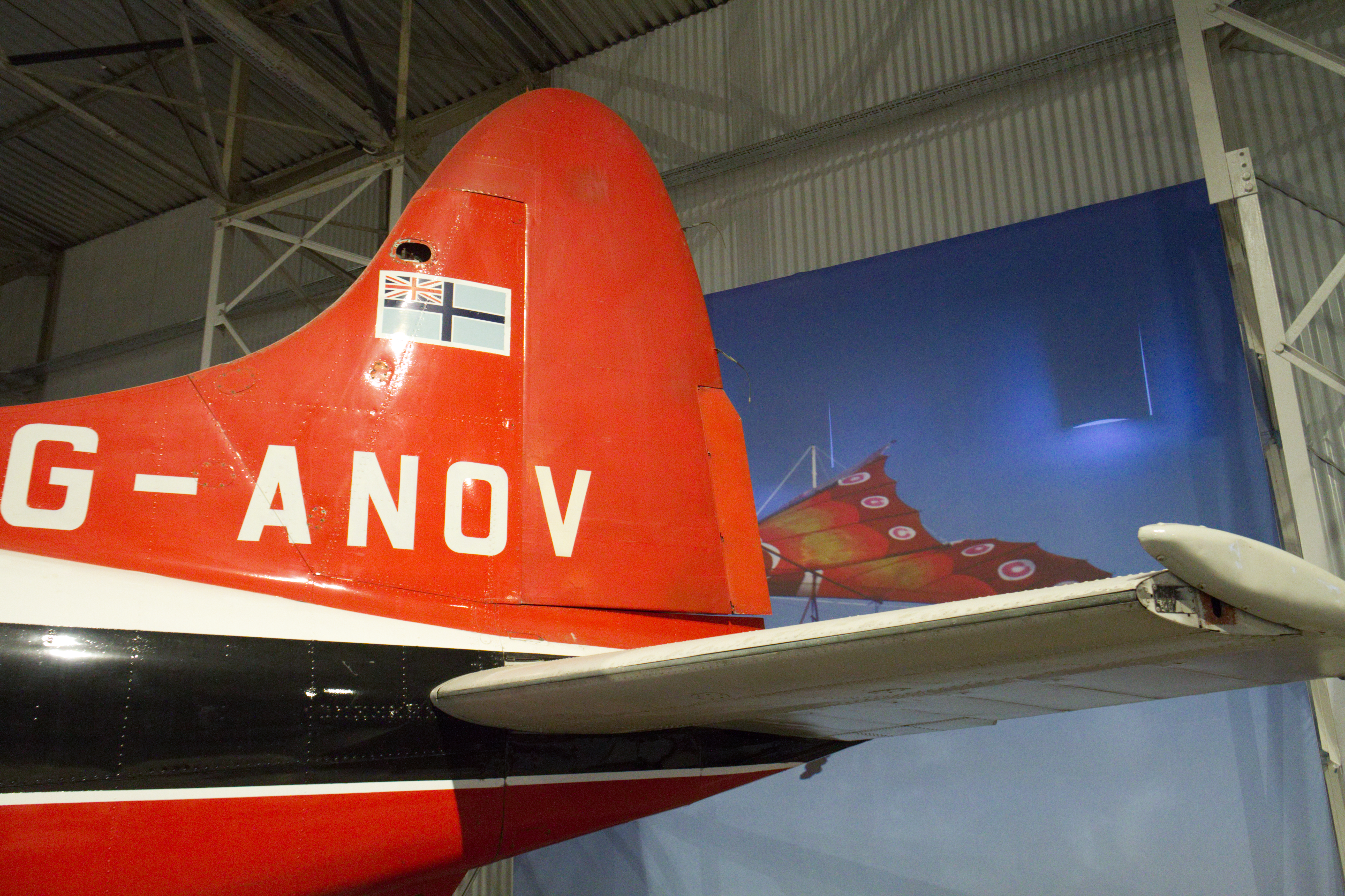
Le Civil Air Ensign sur l'empennage arrière d'un DH-104
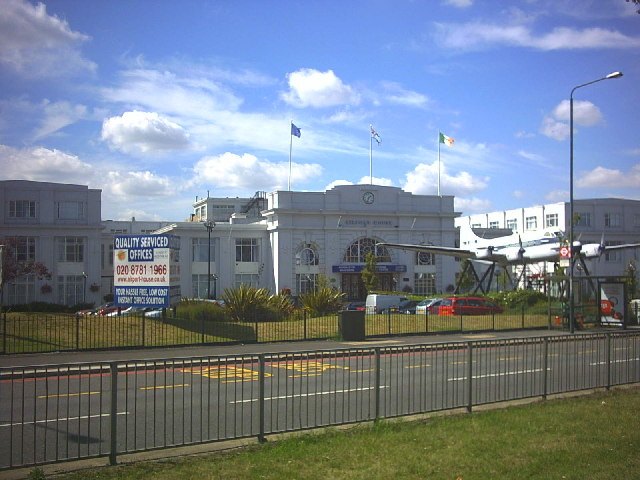
Le Civil Air Ensign flottant à l'Airport House à Craydon, entre les drapeaux irlandais et européen, remplaçant l'Union Jack